# Долгорукова, Екатерина Михайловна
Княжна Екатери́на Миха́йловна Долгору́кова, Долгору́кая, с 1880 года светлейшая княгиня Ю́рьевская (2 [14] ноября 1847 Москва, Российская империя — 15 февраля 1922, Ницца, Франция) — с 1880 года вторая, морганатическая, супруга императора Александра II; до того, с 1866 года, его фаворитка.

## Происхождение
Отец — гвардейский капитан князь Михаил Михайлович Долгоруков (1816—1871); из сравнительно захудалой ветви Долгоруковых, праправнук Алексея Григорьевича Долгорукова, известного своей близостью к Петру II.
Мать — Вера Гавриловна Вишневская (?—1866), сестра Ульяны Гавриловны Глинки — супруги В. А. Глинки, дочь Гаврила Ивановича Вишневского, праправнучка полковника Фёдора Степановича Вишневского, привезшего из Малороссии в Петербург певчего Олэксу Розума, ставшего фаворитом Елизаветы Петровны.
Бабушка по отцу — Софья (ум. 1827), дочь адмирала Осипа Дерибаса, основателя города Одессы, внучка Ивана Бецкого, президента Императорской Академии художеств при Екатерине II.

## Роман с императором
Александр II впервые увидел Катю Долгорукову 20 сентября 1859 года, гостя́ у князя Долгорукова в имении Тепловка близ Полтавы во время военных учений, устроенных по случаю 150-летия Полтавской битвы. Кате тогда было 11 лет, императору 41 год. Оба позже часто вспоминали эту встречу в своей переписке.

Вскоре отец Екатерины разорился, мать с четырьмя сыновьями и двумя дочерьми оказалась без средств. Император взял детей на попечение: посодействовал вступлению братьев Долгоруковых в петербургские военные заведения, а сестёр — в Смольный институт. Сёстры Екатерина и Мария были приняты в институт вне всякой очереди 9 апреля 1860 года пенсионерками Его Императорского Величества. В своих неизданных мемуарах, хранящихся в ГАРФе, княгиня Юрьевская так описывает годы учёбы в Смольном институте:
«Несмотря на все заботы директрисы, я так и не смогла привыкнуть к этой жизни без семьи, среди чужих. Я потихоньку теряла здоровье. Император, узнав о нашем приезде в Смольный, навестил меня по-отечески; я была так счастлива его видеть, его визиты возвращали мне бодрость. Когда я болела, он навещал меня в лазарете. Его подчеркнутое внимание ко мне и его лицо, столь идеальное, проливали бальзам на мое детское сердце. Чем более я взрослела, тем более усиливался его культ у меня. Каждый раз как он приезжал, он посылал за мной и позволял мне идти с ним рядом. Он интересовался мною; я считала его покровителем, другом, обращалась к нему как к ангелу, зная, что он не откажет мне в покровительстве. Так, однажды, когда пища была особенно плохой, и я страдала от голода, не зная к кому обратиться, я пожаловалась ему, и с того дня он приказал кормить меня за столом директрисы… Он посылал мне конфеты, и не могу описать, как я его обожала. Наконец, мое заточение кончилось, и я вышла из Института в 64-м году имея всего 16 с половиною лет. Совсем ещё ребенок, я совершенно потеряла предмет своей привязанности, и лишь год спустя, по счастливой случайности, встретила императора…в Летнем саду».
25 декабря 1865 года Александр II как обычно прогуливался в Летнем саду и случайно встретил там Екатерину Долгорукову. Как вспоминала сама Екатерина: «Сначала он меня не узнал, а потом вернулся и спросил я ли это!». В памятной книжке императора, куда Александр имел обыкновение заносить только самые важные события дня, также есть запись от 25 декабря: «В ½ 3 пешком в Летнем саду. Хорошенькая Д. из Смольного монастыря».

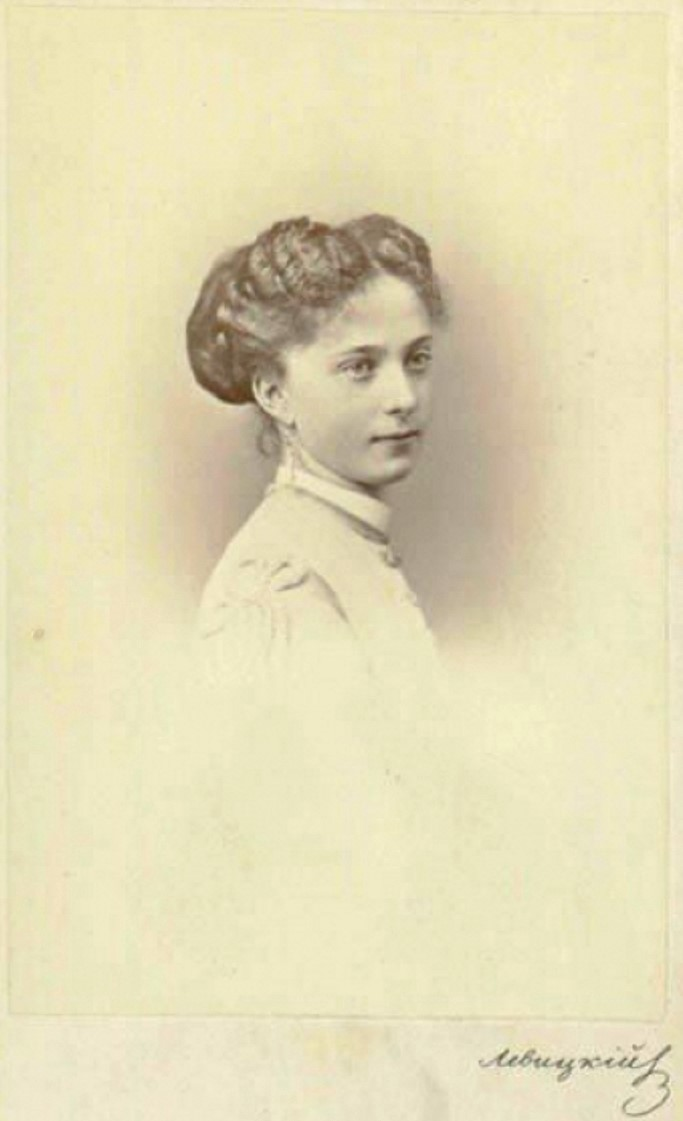
Княжна Екатерина Михайловна Долгорукова. 1866г.

С этого дня император и юная смолянка стали почти ежедневно встречаться в Летнем саду. Также они могли видеть друг друга в Смольном институте, куда Екатерина приезжала по выходным навещать сестру. 4 апреля 1866 года Екатерина и Александр по обыкновению встретились на аллеях сада. Из воспоминаний Екатерины: 
«В тот день я была в Летнем саду, император говорил со мной как обычно, спросил, когда я собираюсь навестить сестру в Смольном, и когда я сказала, что отправлюсь туда сегодня же вечером, что она меня ждет, он заметил, что приедет туда только чтобы меня увидеть. Он сделал ко мне несколько шагов, дразня меня моим детским видом, что меня рассердило, я же считала себя взрослой. До свидания, до вечера, — сказал он мне, и направился к решетчатым воротам, а я вышла через маленькую калитку возле канала. По выходе, я узнала, что в императора стреляли при выходе из сада. Эта новость потрясла меня настолько, что я заболела, я столько плакала, мысль, что такой ангел доброты имеет врагов, желающих его смерти, мучила меня. Этот день ещё сильнее привязал меня к нему; я думала лишь о нём и хотела выразить ему свою радость и благодарность Богу, что он спасся от подобной смерти. Я была уверена, что он испытывает такую же потребность меня увидеть. Несмотря на волнения и дела, которыми он был занят днем, он вскоре после меня приехал в институт. Эта встреча стала лучшим доказательством того, что мы любим друг друга. С той минуты я решила, что мое сердце навсегда принадлежит ему».
18 апреля 1866 года состоялось первое свидание императора и княжны наедине. Царь пригласил Екатерину в Зимний дворец. Они пили чай в кабинете покойного императора Николая I. В тот день Александр подарил возлюбленной первый подарок (браслет с маленьким рубином и маленькими бриллиантами вокруг), но объяснение между ними тогда не произошло, более того — холодный и сдержанный ответ Екатерины на его ухаживания заставил императора подумать, как он позже писал: «что я слишком стар, чтобы ты могла полюбить меня». 1 июля императорская семья переехала в Петергоф и там влюблённые вновь случайно столкнулись на дорожках подле Монплезира. А вечером они встретились уже в «Берёзовом домике», павильоне в деревенском стиле (не сохранился), где состоялось их первое объяснение в любви. Из воспоминаний Екатерины:
«Я имела счастье вновь его увидеть 1 июля. Он был на коне, и никогда я не забуду его радость при встрече. В тот день мы впервые оказались наедине и решили не прятать то, что нас переполняло, счастливые от возможности любить друг друга. Я объявила ему, что отказываюсь от всего, чтобы посвятить себя любви к нему, и что не могу больше бороться с этим чувством. Бог свидетель невинности нашей встречи, которая стала истинным отдохновением для нас, забывших целый свет ради чувств, внушенных Богом. Как чиста была беседа в те часы, что мы провели вместе! А я, ещё совершенно не знавшая жизни, невинная душой, не понимала, что другой мужчина в подобных обстоятельствах мог бы воспользоваться моей невинностью, но Он вел себя со мной с честностью и благородством человека, любящего и уважающего женщину, обращался со мной, как со священным предметом, без всякого иного чувства — это так благородно и прекрасно! С того дня мы каждый день встречались, сумасшедшие от счастья любить и понимать друг друга всецело». 
Вопреки утверждению большинства историков это первое любовное свидание Александра и Екатерины не закончилось «ночью любви». Как свидетельствует переписка императора и его возлюбленной, Александр, который был на 30 лет старше Кати, повёл себя по-рыцарски, уважительно и деликатно. Он не позволил себе ничего лишнего, несмотря на страстное желание близости. Их первые свидания носили хотя и романтический, но не интимный характер. Однако родственники Екатерины, в частности её брат князь Михаил Долгоруков и его жена Луиза, были чрезвычайно недовольны, как самим романом, так и сплетнями вокруг него. Они решили увезти Екатерину за границу, дабы император, которого все считали человеком влюбчивым, забыл её и нашёл ей замену. Отъезд был назначен на 1 декабря 1866 года. Из воспоминаний Екатерины: «Я отдала ему с радостью ту единственную связь, которой нам ещё недоставало, и которая при таком обожании была счастьем».
Всё время разлуки Александр и Екатерина поддерживали ежедневную переписку. В то же время император искал повод встретиться с любимой, которая проживала с семьёй в Неаполе. Весной 1867 года этот повод нашёлся. Император Наполеон III пригласил Александра II в Париж, где проходила Всемирная выставка. Царь согласился, хотя большинство его приближённых, включая императрицу Марию Александровну, были против этой поездки, поскольку во Франции были весьма сильны антироссийские и пропольские настроения. Но Александр был непреклонен.

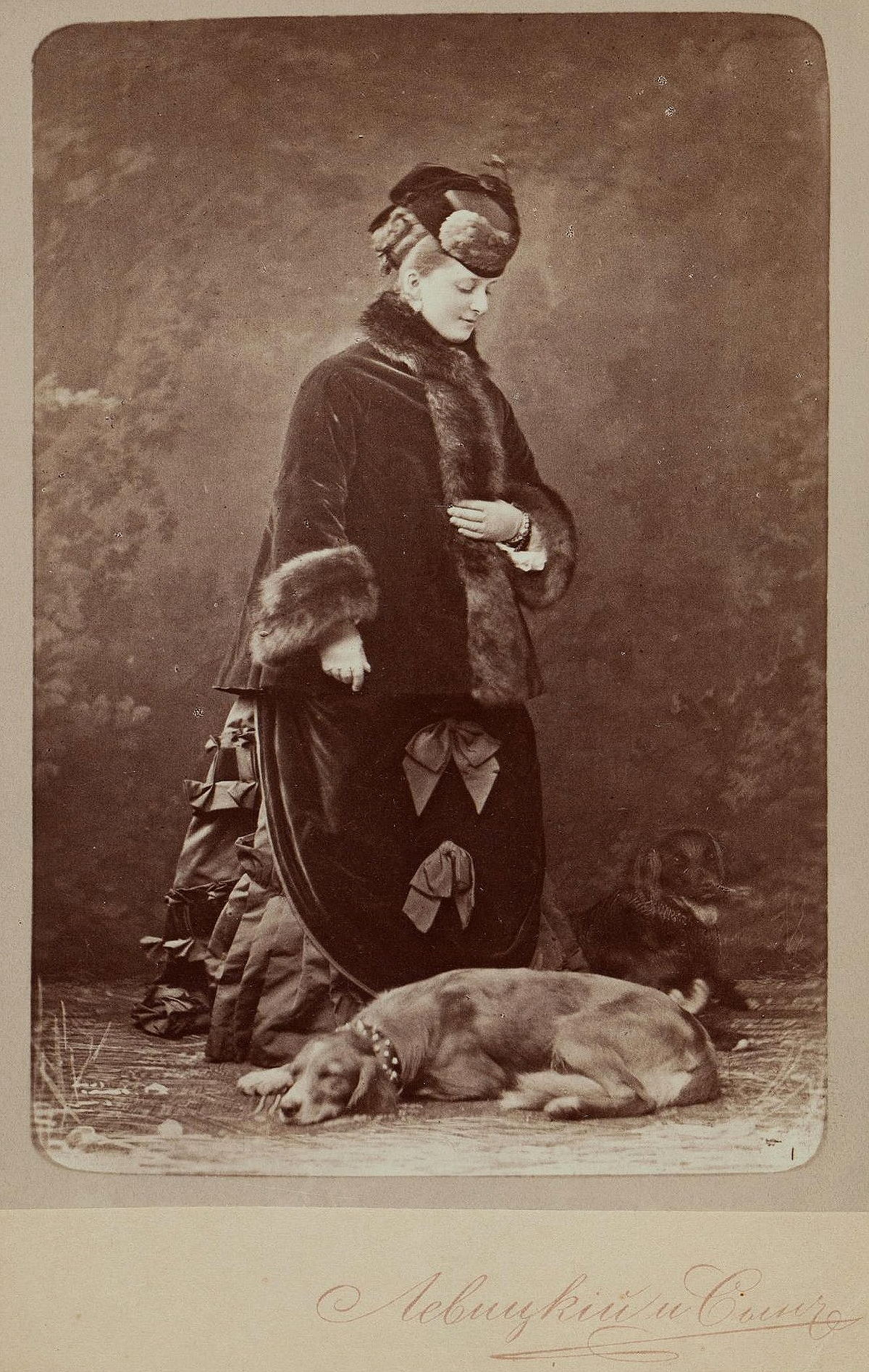
Княжна Екатерина Михайловна Долгорукова в начале 1870-х гг.

20 мая (1 июня) 1867 года Александр II прибыл в Париж. Туда же приехала и Екатерина со своей невесткой княгиней Луизой Долгоруковой. В первый же вечер император поспешил на свидание к возлюбленной. Они встречались каждый день. Вместе ездили в Булонский лес, где могли укрыться от посторонних глаз. Из воспоминаний Екатерины: «Нам было так хорошо в Париже, потому что мы были вместе, а его обязанности смотреть эту Выставку и участвовать в других мероприятиях вызывали только скуку, ибо его единственной целью была я, только ради этого он и приехал!».
25 мая (6 июня) на Александра было совершено покушение. В него стрелял поляк Антон Березовский. Пуля попала в лошадь офицера эскорта. Своё спасение царь приписал тому, что рядом с ним (имеется в виду — в одном городе) опять была Екатерина. С тех пор он считал любимую своим ангелом-хранителем.
2 октября 1867 года Екатерина с семьёй вернулась в Санкт-Петербург. Разлука нисколько не остудила пыл императора. Их свидания продолжились. Зимой они встречались в Зимнем дворце, летом в Царском Селе и Петергофе, а в 1872 году император также купил возлюбленной два дома в Крыму близ Ливадии, в Ялте.
29 июня 1870 года по настоянию Александра II княжна Екатерина Долгорукова стала фрейлиной императрицы Марии Александровны. При этом никаких обязанностей при дворе она не выполняла, назначение было формальностью. Наличие фрейлинского шифра позволяло Екатерине свободно посещать все придворные праздники и балы, где император предпочитал танцевать только со своей возлюбленной.
Охлаждение в отношениях с братом Михаилом Долгоруковым и его женой заставило Екатерину подыскивать себе новую компаньонку, готовую сопровождать её за границу, куда Катя ездила вслед за императором. Весной 1870 года Екатерина сблизилась с Варварой Шебеко (1840—1931). Сестра Варвары — Софья — была женой родного брата Кати Василия Долгорукова. Именно начиная с 1870 года имя Варвары (Вавы) впервые появляется в переписке императора и Кати. Следовательно, версия о том, что Шебеко якобы играла роль сводни в романе императора не подтверждается документальными свидетельствами участников этого романа. Однако, став близкой компаньонкой Кати, умная, хитрая, деловая Вава действительно вскоре взяла пару в оборот и, судя по воспоминаниям современников, активно использовала своё положение, решая деловые вопросы и налаживая полезные связи. Более того, летом 1874 года не без участия Варвары Шебеко был снят со своего поста и отправлен послом в Лондон всесильный начальник III Отделения Пётр Шувалов, прозванный в народе Петром IV.
Летом 1871 года во время поездки на воды в Эмс врачи поставили Екатерине диагноз «малокровие» и рекомендовали ей родить ребёнка, дабы «встряхнуть» организм. До этих пор влюблённые старались предохраняться, понимая, что наличие детей ещё более осложнит их и без того сложное положение. Однако, узнав о диагнозе, Александр, «никогда не думавший о себе, но всё время обо мне, немедленно последовал указаниям врача, и девять месяцев спустя, Бог послал нам сына» (воспоминания Екатерины). Сын Георгий родился в Зимнем дворце 30 апреля 1872 года. На родах присутствовал счастливый отец. Через год 27 октября 1873 года в Крыму родилась дочь Ольга. Третий ребёнок — сын Борис — появился на свет также в Зимнем дворце 11 февраля 1876 года. Роды начались ночью, внезапно. Врач и акушерка ехали очень долго, а посему император был вынужден сам принимать собственного сына. Вероятно, это единственный случай в истории России, когда царь лично выполнял роль повитухи. К великому горю родителей Борис прожил недолго. 19 марта он заболел пневмонией, а 30 марта скончался. Похоронен в Царском Селе в личной усыпальнице князей Юрьевских. Крёстными всех трёх старших детей императора и княжны были Варвара Игнатьевна Шебеко и Александр Михайлович Рылеев — доверенные лица пары.
Своих детей от Екатерины Александр очень любил, а старшего сына Георгия просто боготворил и очень баловал. Он ежедневно видел детей, играл с ними, читал им книжки, сам кормил детскими обедами и фруктами, а по вечерам обязательно приезжал в их дом (дети жили отдельно от родителей) поцеловать и благословить на ночь.
9 сентября 1878 года в Ялте Екатерина родила четвёртого ребёнка — дочь Катю. На этих родах император не присутствовал.
Многие годы пара поддерживала ежедневную переписку, большая часть которой (более 5000 писем) хранится в ГАРФе и до сих пор не опубликована. Из этих писем очевидна страстная взаимная любовь Александра и Кати. О политике в письмах говорится редко, как правило только в связи с очень значительными событиями, в частности много и откровенно император пишет о государственных и военных делах во время Русско-турецкой кампании 1877—1878 гг., когда Александр сам был в действующей армии. В остальное время первое место в переписке занимали разговоры о любви, а также о детях, семейных делах и здоровье.
После возвращения с войны в декабре 1877 года, император пожелал, чтобы его вторая семья жила рядом с ним в Зимнем дворце. Для них выделили три комнаты на третьем этаже дворца, прямо над личными покоями Александра (а не его жены Марии, как утверждают авторы некоторых исторических исследований). Рядом с кабинетом царя установили лифт наверх. Правда, дети постоянно во дворце не жили. На ночь их увозили в их собственный дом на Конюшенной улице. Катя жила во дворце постоянно. Из письма Александра от 1878 года: «Я обожаю просыпаться с тобой, когда ты лежишь в кровати рядом со мной, глаза закрыты, красивая, как никогда в нашей солнечной комнате».
5 февраля 1880 года Екатерина и дети также были во дворце. Когда Александр отправился ужинать в окружении своей первой (законной) семьи и гостей, во дворце прогремел взрыв. Очередное покушение на императора было подготовлено Степаном Халтуриным. Однако царь вновь остался невредим. В результате взрыва свет во дворце погас, поднялась страшная пыль, запахло газом. Воспользовавшись суматохой, Александр бросился к своей второй семье. Из воспоминаний Екатерины: «У меня подкосились ноги, сердце замерло, и я почти сошла с ума». Катя стала звонить звонком в его кабинет — нет ответа. Затем она услышала "дорогой голос, который кричал: «Я здесь, я иду, Ангел мой обожаемый!».
В то время императрица Мария Александровна была уже давно и безнадёжно больна чахоткой и не вставала с постели. Прелюбодейная связь вызвала острое неудовольствие многих Романовых и прежде всего цесаревича, будущего Александра III.

### Морганатический брак
22 мая 1880 года императрица скончалась. Уже спустя несколько дней Екатерина в своих письмах стала уговаривать императора немедленно венчаться, Александр уступил. Царь понимал, что террористы могут убить его в любую минуту, и в таком случае положение его второй семьи останется неопределённым, а дети будут считаться незаконнорождёнными и не иметь никаких прав. Венчание состоялось 6 июля 1880 года у походного алтаря, установленного в одном из залов Царскосельского дворца. Свидетелями были генералы Александр Адлерберг, Эдуард Баранов, Александр Рылеев. Со стороны княжны присутствовала Варвара Шебеко. Обряд совершил протопресвитер Ксенофонт Яковлевич Никольский (духовник императора во время Русско-турецкой войны).
После свадьбы Екатерина Долгорукая получила титул — Светлейшая княгиня Юрьевская, что соотносилось с одним из фамильных имён бояр Романовых; их дети (все рождённые вне брака, но узаконенные задним числом) получали фамилию Юрьевские.
Вскоре император представил свою новую супругу цесаревичу Александру, а также и всей свите. Общество было скандализировано. Особенно неприязненные отношения сложились между княгиней Юрьевской и цесаревной Марией Фёдоровной. Последняя категорически не хотела принимать создавшееся положение, тяготилась общением с новыми родственниками и не желала, чтобы её дети (внуки Александра II) общались с детьми от его незаконной связи. Через скандалы и споры император настоял-таки на общении своих внуков с маленькими Юрьевскими, а также на уважительном отношении к своей супруге.

Из воспоминаний Великого князя Александра Михайловича: 
Сам старый церемониймейстер был заметно смущен, когда, в следующее после нашего приезда воскресенье вечером, члены Императорской семьи собрались в Зимнем дворце у обеденного стола, чтобы встретиться с княгиней Юрьевской. Голос церемониймейстера, когда он постучал три раза об пол жезлом с ручкой из слоновой кости, звучал неуверенно:
— Его Величество и светлейшая княгиня Юрьевская! Мать моя смотрела в сторону, цесаревна Мария Федоровна потупилась…
Император быстро вошел, ведя под руку молодую, красивую женщину. Он весело кивнул моему отцу и окинул испытующим взглядом могучую фигуру наследника. Вполне рассчитывая на полную лояльность своего брата (нашего отца), он не имел никаких иллюзий относительно взгляда наследника на этот второй его брак. Княгиня Юрьевская любезно отвечала на вежливые поклоны великих княгинь и князей и села рядом с Императором в кресло покойной Императрицы. Полный любопытства, я не спускал с княгини Юрьевской глаз. Мне понравилось выражение ее грустного лица и лучистое сияние, идущее от светлых волос. Было ясно, что она волновалась. Она часто обращалась к Императору, и он успокаивающе поглаживал ее руку. Ей, конечно, удалось бы покорить сердца всех мужчин, но за ними следили женщины, и всякая ее попытка принять участие в общем разговоре встречалась вежливым, холодным молчанием. Я жалел ее и не мог понять, почему к ней относились с презрением за то, что она полюбила красивого, веселого, доброго человека, который, к ее несчастью, был Императором Всероссийским?
Долгая совместная жизнь нисколько не уменьшила их взаимного обожания. В шестьдесят  два года Император Александр II держал себя с нею как восемнадцатилетний мальчик. Он нашептывал слова одобрения в ее маленькое ушко. Он интересовался, нравятся ли ей вина. Он соглашался со всем, что она говорила. Он смотрел на всех нас с дружеской улыбкой, как бы приглашая радоваться его счастью, шутил со мною и моими братьями, страшно довольный тем, что княгиня, очевидно, нам понравилась.
К концу обеда гувернантка ввела в столовую их троих детей.
— А вот и мой Гога! — воскликнул гордо Император, поднимая в воздух веселого мальчугана и сажая его на плечо. — Скажи-ка нам, Гога, как тебя зовут?
— Меня зовут князь Георгий Александрович Юрьевский, — ответил Гога и начал возиться с бакенбардами Императора, теребя ручонками.
— Очень приятно познакомиться, князь Юрьевский! — шутил Государь. — А не хочется ли, молодой человек, вам сделаться великим князем?
— Саша, ради Бога, оставь! — нервно сказала княгиня. Этой шуткой Александр II как бы пробовал почву среди своих родственников по вопросу об узаконении своих морганатических детей. Княгиня Юрьевская пришла в величайшее смущение и в первый раз забыла она об этикете двора и назвала Государя — своего супруга во всеуслышание уменьшительным именем.

К счастью, маленький Гога был слишком занят исполнением роли парикмахера Его Величества, чтобы задумываться над преимуществами императорского титула, да и Царь не настаивал на ответе. Одно было ясно: Император решил игнорировать неудовольствие членов Императорской фамилии и хотел из этого первого семейного обеда устроить веселое воскресенье для своих детей. После обеда состоялось представление итальянского фокусника, а затем самые юные из нас отправились в соседний салон с Гогой, который продемонстрировал свою ловкость в езде на велосипеде и в катании на коврике с русских гор. Мальчуган старался подружиться со всеми нами и в особенности с моим двоюродным племянником Никки (будущим Императором Николаем II), которого очень забавляло, что у него, тринадцатилетнего, есть семилетний дядя.
После заключения брака переписка между Александром и Екатериной прекратилась. Судить о дальнейших планах императора можно только по печатной копии его дневника, хранящегося в ГАРФе, подлинность которого не установлена, и мемуарам самой княгини Юрьевской. И тот и другой источник утверждают (того же мнения придерживались и современники), что Александр II планировал подписать «конституцию» М. Т. Лорис-Меликова, затем короновать свою супругу и примерно через полгода-год отречься от престола в пользу законного наследника, чтобы оставшиеся годы посвятить радостям частной семейной жизни.

## Вдовство
Екатерина родила от Александра II четырёх детей:
1. Георгий (1872—1913);

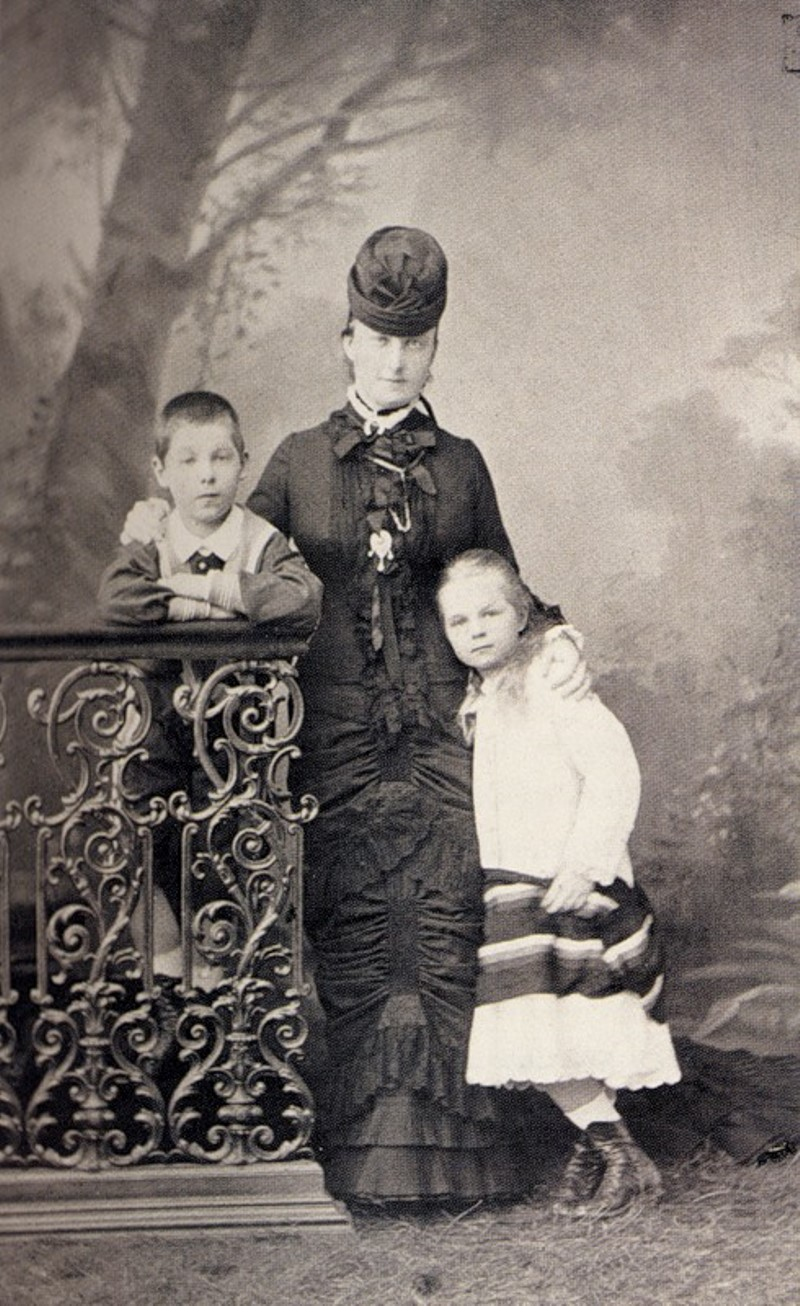
Светлейшая княгиня Е.М. Юрьевская(Долгорукова) с сыном Георгием и дочерью Ольгой. Примерно 1881-1883 гг.

2. Ольга (1873—1925) — замужем за Георгом-Николаем фон Меренбергом (1871—1948), сыном Натальи Пушкиной;
3. Борис (1876) — умер в младенчестве;
4. Екатерина (1878—1959) — замужем за А. В. Барятинским, а после за С. П. Оболенским.

5 сентября 1880 года Александр II подписал удостоверение, что министр двора граф Адлерберг вложил в государственный банк 3 302 910 золотых рублей на имя княгини Екатерины Михайловны Юрьевской и её детей.
1 (13) марта 1881 года Александр II был убит членами «Народной воли».
Неприязнь к княгине, во многом продиктованная политическими мотивами и мотивами наследования была столь сильна, что через год после похорон Александра II она вместе с детьми уехала за границу, где и проживала большую часть времени, с 1890-х годов лишь изредка приезжая в Россию. Последний раз княгиня Юрьевская посетила Петербург в 1913 году.
Александр III, исполняя волю отца, в 1881 году купил для неё Малый Мраморный дворец в Петербурге (ныне по адресу Гагаринская улица, дом 3). На втором этаже Мраморного дворца княгиня устроила первый в России открытый для широкой публики музей памяти Александра II.

Екатерина Михайловна Юрьевская стала хранительницей памяти об Александре II и помимо переписки, бумаг и архива, сохранила сотни мемориальных вещей, связанных с царём-освободителем. Только в XXI веке многие предметы вернулись в Россию, сохранённые Долгоруковой. Так, собрание Петергофа было бы немыслимо без этих вещей: 
"Фермерский дворец долго не восстанавливался, когда он был передан музею-заповеднику, то находился почти в руинах. Сейчас там идут работы, будет открываться музей. Поэтому так обострилась проблема, связанная с поиском вещей Александра II. Многие из них были в свое время уничтожены, даже те, которые побывали в эвакуации и вернулись из нее, их уничтожали в 50-е годы, сжигали, ломали, рвали. Александр II был ненавистен власти, которая тогда существовала. Часть вещей ушла в другие музеи, и вернуть их очень сложно. Какие- то предметы просто исчезли в водовороте времени. Нам надо было практически начинать все с нуля. Ряд вещей вернулся из Германии, нам удалось их купить.
Однажды московские телевизионщики приехали к нам и в приватном разговоре сообщили, что во Франции, в Ницце, есть большая группа вещей, оставшихся от княгини Юрьевской - морганатической супруги Александра II. Нам удалось съездить туда. Это было два с половиной года назад, мы были потрясены тем, что сохранилось. Последовали переговоры, наш запрос в Минкультуры с просьбой разрешить приобретение, нам выдали деньги... Там великолепные письма и Александра, и его супруги, и его детей к нему. Там Евангелие, там одна из работ Айвазовского, принадлежавшая лично Александру, составлявшая для него большой смысл.

Генеральный директор музея-заповедника Петергоф, Вадим Знаменов, 2005 год.
Великая княгиня Ольга Александровна, внучка императора, была дружна с Юрьевской.

Неподалёку от особняка Великой княгини находился великолепный дворец княгини, вдовы её деда, Александра II, бывшей его морганатической женой. Княжна Екатерина Долгорукая сначала была любовницей Императора, а в 1880 году вступила с ним в морганатический брак. Эта старая женщина жила на широкую ногу и считала себя Вдовствующей Императрицей, хотя Александр II был убит прежде, чем он успел объявить княгиню Юрьевскую Императрицей. Ольга очень привязалась к этой старой даме.

— Она, должно быть, очень любила моего деда, рассказывала Ольга Александровна. — Всякий раз, как я приходила к ней, мне казалось, будто я открываю страницу истории. Жила она исключительно прошлым. В тот день, когда моего деда убили, время для неё остановилось. Она только о нём и говорила. Она сохранила все его мундиры, всю его одежду, даже домашний халат. Она поместила их в стеклянную витрину в её домашней часовне.— 
Есть версии исследователей, например, искусствоведа Чижовой, что картина Крамского «Неизвестная» на самом деле была изначально портретом Юрьевской (только после гибели императора художник отошёл от первоначального замысла).
Скончалась Светлейшая княгиня Екатерина Михайловна Юрьевская в Ницце в 1922 году на своей вилле «Жорж» (boulevard Dubouchage,10), названной в честь её сына Георгия. Похоронена на Русском кладбище Кокад. После себя княгиня Юрьевская, которая вела обширную благотворительную деятельность в России и Франции (в частности большую часть средств отдавала перед революцией в пользу русских воинов, сражавшихся на полях Первой мировой войны, а также покровительствовала благотворительной ассоциации им. Жанны д'Арк) а также одной из первых во Франции стала заниматься вопросами жизни бездомных животных, оставила значительные долги и обширный личный архив, часть из которого хранится в ГАРФе, а отдельные письма то и дело возникают на различных аукционах, где пользуются неизменным спросом у покупателей.

## Сочинения
- Письма Александру II

Сохранились некоторые из писем Долгорукой и императора.
- Воспоминания

Весной 1882 года во Франции была опубликована книга «Alexandre II. Détails inédits sur sa vie intime et sa mort», подписанная неким Виктором Лаферте.
Русский перевод Ольги Вайнер напечатан в России в 2004 году. Книга в русском издании названа «воспоминаниями княгини Юрьевской». В действительности авторство княгини не доказано. Её подлинные собственноручные мемуары хранятся в ГАРФе и до сих пор не опубликованы.

## В кино
Её образ воплотили актрисы:
- Даниэль Дарьё — «Катя» (1938)
- Роми Шнайдер — «Катя — некоронованная царица» (1959)
- Светлана Коркошко — «Софья Перовская» (1967)
- Вера Сотникова — «Роман императора» (1993)
- Наталья Антонова — «Любовь Императора» (2003)